# Zatrzymanie pocisku w lufie

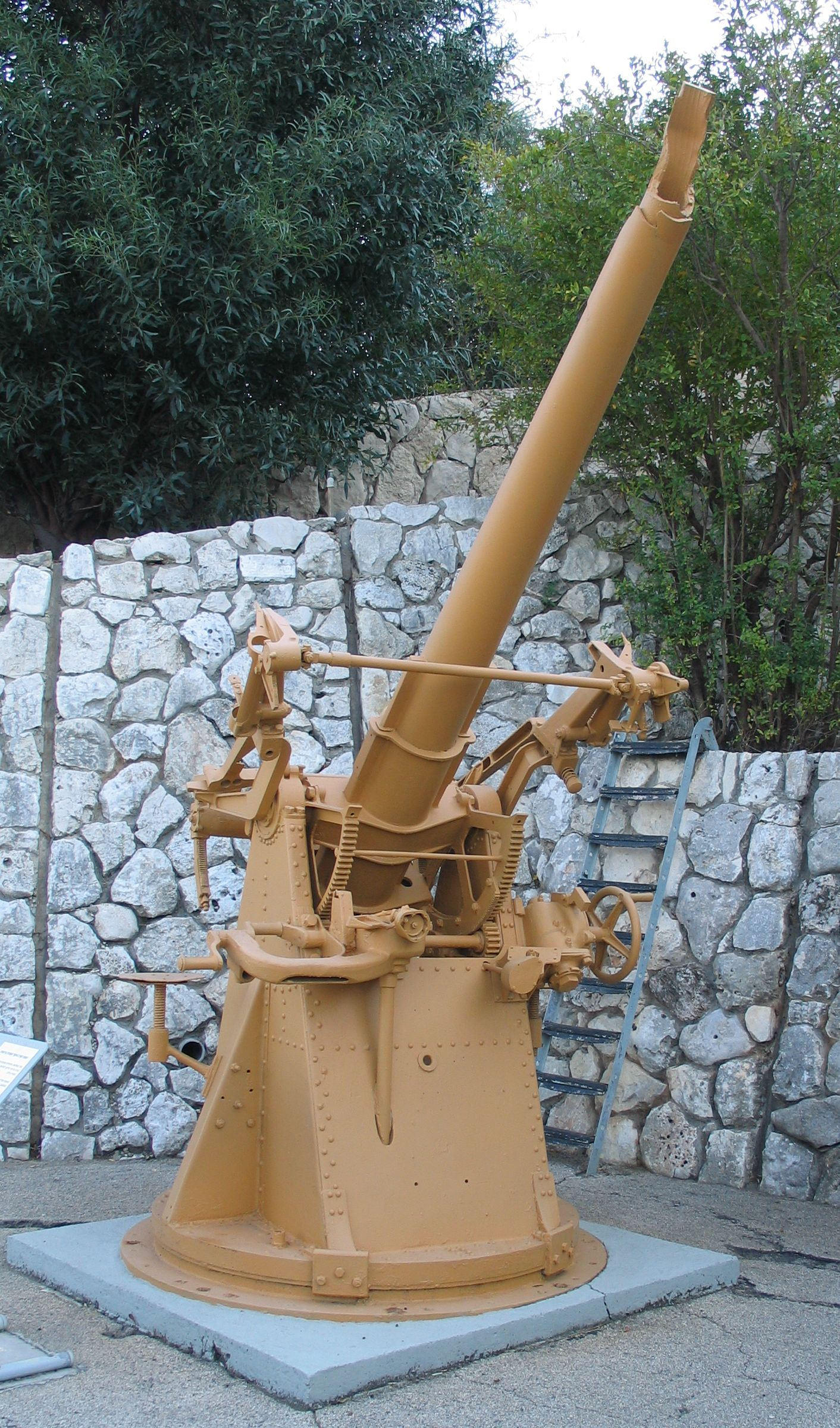
Brytyjskie trzycalowe działo nadbrzeżne uszkodzone poprzez wystrzelenie następnego pocisku do zatkanej lufy.

Zatrzymanie pocisku w lufie (ang. Squib load, Squib) - awaria broni palnej, w której wystrzelony pocisk nie ma wystarczającej siły, aby wydostać się z lufy i powoduje jej zablokowanie. Zatrzymanie pocisku w lufie jest niezwykle niebezpieczne, ponieważ wystrzelenie kolejnego pocisku, może spowodować poważne uszkodzenie broni, np. rozerwanie lufy co stanowi zagrożenie zarówno dla strzelca i osób dookoła.

## Przyczyna
Zatrzymanie pocisku w lufie najczęściej jest spowodowane przez wadliwą amunicje, z niewystarczająca ilością materiału miotającego lub jego zupełnym braku. W przypadku braku prochu w naboju, spłonka po uderzeniu wytwarza siłę wystarczającą do wepchnięcia pocisku do lufy, ale nie dalej. Zbyt mała naważka prochu w naboju najczęściej jest wynikiem ręcznego ładowania przez niedoświadczonych elaborantów.

## Wykrywanie
Oznakami zatrzymania pocisku w lufie są:
- Znacznie cichszy i nietypowy dźwięk następujący po strzale. Zamiast oczekiwanego "huku", słyszalne jest łagodniejsze "syknięcie"
- Mniejsza lub niezauważalna siła odrzutu. Mniejsza siła działająca na pocisk oznacza mniejszą siłę odrzutu, która może zostać w szczególnej ilości pochłonięta przez mechanizm odrzutu broni palnej.
- Ulotnienie dymu przez okno wyrzutnika łusek. Spaliny powstałe wskutek spalania prochu/zapalenia spłonki uciekają oknem wyrzutnika łusek, szczelinami, czy na styku powierzchni ruchomych, ponieważ nie mogą uciec przez lufę.
- Nieprzeładowanie się broni. Mniejszy odrzut może nie być wystarczający do zasilenia mechanizmu automatycznego przeładowania i wprowadzenia następnego naboju do komory.[3][4]

W przypadku wystąpienia któregoś z tych objawów, należy natychmiast przerwać strzelanie, skontrolować drożność lufy i usunąć ewentualny zablokowany pocisk z lufy. 

## Zobacz także
- Broń samopowtarzalna
- Niewypał